# Calliostoma circumcinctum
Calliostoma circumcinctum är en snäckart som beskrevs av Dall 1880. Calliostoma circumcinctum ingår i släktet Calliostoma och familjen Calliostomatidae. Inga underarter finns listade i Catalogue of Life.